# Йоганн Маттезон
Йоганн Маттезон (нім. Johann Mattheson, 28 вересня 1681, Гамбург — 17 квітня 1764, Гамбург) — німецький композитор, письменник, лексикограф, дипломат і музикознавець.
Народився у Гамбурзі у сім'ї податкового інспектора, в дитинстві отримав широку освіту, вчився грати на клавесині та скрипці, а також співати. У віці дев'яти років він грав на органі в церкві та співав у хорі Гамбурзької опери, а 1696 року дебютував у жіночій ролі. Пізніше він співав в опері тенорові партії, керував репетиціями, а в 1699 році написав першу оперу.
В ті ж роки Йоганн Маттезон був близьким товаришем Георга Фрідріха Генделя, хоча мало не вбив його у сварці, при виконанні опери Маттезона «Клеопатра» 1704 року; тоді Генделя врятував від шпаги міцний ґудзик на його пальті. Невдовзі конфлікт між ними був залагоджений.
З 1706 року основною діяльністю Маттезона стає дипломатія. Він давав приватні уроки синові англійського дипломата Джона Віча, а невдовзі став його секретарем, а після смерті Джон Віча у 1715 році — секретарем його сина, який успадкував від батька посаду. У 1709 році він одружився з англійкою.
Разом з тим він продовжував заняття музикою — у 1713 він видав музикознавчу працю «Відкритий знову оркестр» (нім. Das neu-eröffnete Orchestre), а в 1715 році став музичним директором міського кафедрального собору. Цю посаду він обіймав до 1728 року, коли його слух погіршився. У 1722—1725 роках Маттезон видавав журнал «Музична критика» (Critica musica), який став першим німецьким регулярним виданням музичної тематики.
Останні десятиліття через глухоту Йоганн Маттезон не міг займатися музичною діяльністю, проте писав музикознавчі праці, серед яких були такі:
- Der musicalische Patriot (1728), в якому виступив проти впливу італійської музики
- Generalbaßschule (1731) — трактат по гармонії
- Kern melodischer Wissenschafft, bestehend in den auserlesensten Haupt- und Grund-Lehren der musicalischen Setz-Kunst oder Composition, als ein Vorläuffer des Vollkommenen Capellmeisters , 1737
- Der vollkommene Capellmeister, 1739.
- Grundlage einer Ehren-Pforte, збірка біографій 149 німецьких композиторів.

У 1760 році, незважаючи на глухоту, Маттезон написав ораторію «Fröhliche Sterbelied», а в 1761 році видав біографію Георга Фрідріха Генделя, який помер 1759 року. Фактично це була не тільки перша біографія Г. Ф. Генделя, а й взагалі перша опублікована у Німеччині біографія композитора.